# Castagneto Carducci
Castagneto Carducci è un comune italiano di 8 641 abitanti della provincia di Livorno in Toscana.

## Geografia fisica
Il territorio comunale di Castagneto Carducci è nel cuore dell'Alta Maremma o Maremma Settentrionale, storicamente conosciuta come Maremma Pisana (detta oggi anche Maremma Livornese), al centro della cosiddetta costa degli Etruschi. Il territorio è pianeggiante lungo la costa, dove peraltro si trova l'importante riserva faunistica di Bolgheri, mentre si innalza nell'entroterra.
La fascia costiera si affaccia sul Mar Ligure ed è caratterizzata da vaste pinete, impiantate a seguito delle bonifiche effettuate nel XIX secolo al fine di proteggere i retrostanti terreni agricoli.
- Classificazione sismica: zona 3S[5]
- Classificazione climatica: zona D, 1432 GR/G
- Diffusività atmosferica: alta, Ibimet CNR 2002

### Clima
Dati:
| Castagneto Carducci | Gen  | Feb  | Mar  | Apr  | Mag  | Giu  | Lug  | Ago  | Set  | Ott  | Nov  | Dic  |
| ------------------- | ---- | ---- | ---- | ---- | ---- | ---- | ---- | ---- | ---- | ---- | ---- | ---- |
| T. max. media (°C)  | 13,0 | 13,9 | 16,2 | 19,4 | 23,1 | 26,5 | 29,7 | 29,4 | 26,0 | 21,8 | 17,3 | 14,1 |
| T. min. media (°C)  | 4,6  | 5,3  | 7,3  | 9,8  | 12,7 | 15,4 | 18,0 | 18,2 | 15,1 | 11,7 | 8,2  | 5,5  |

## Origini del nome
Deriva da castagno, per cui Castagneto ha il significato di bosco di castagni.
Nel 1900 fu aggiunta la specificazione Marittimo (nel significato della Maremma), che nel 1907 fu cambiata nell'attuale, in onore del celebre poeta Giosuè Carducci che, da bambino, vi abitò per alcuni anni (presso località Bolgheri, a nord rispetto al paese).

## Storia
(Attilio Zuccagni-Orlandini, Indicatore topografico della Toscana granducale (1856))

### Dalle origini fino al XIV secolo

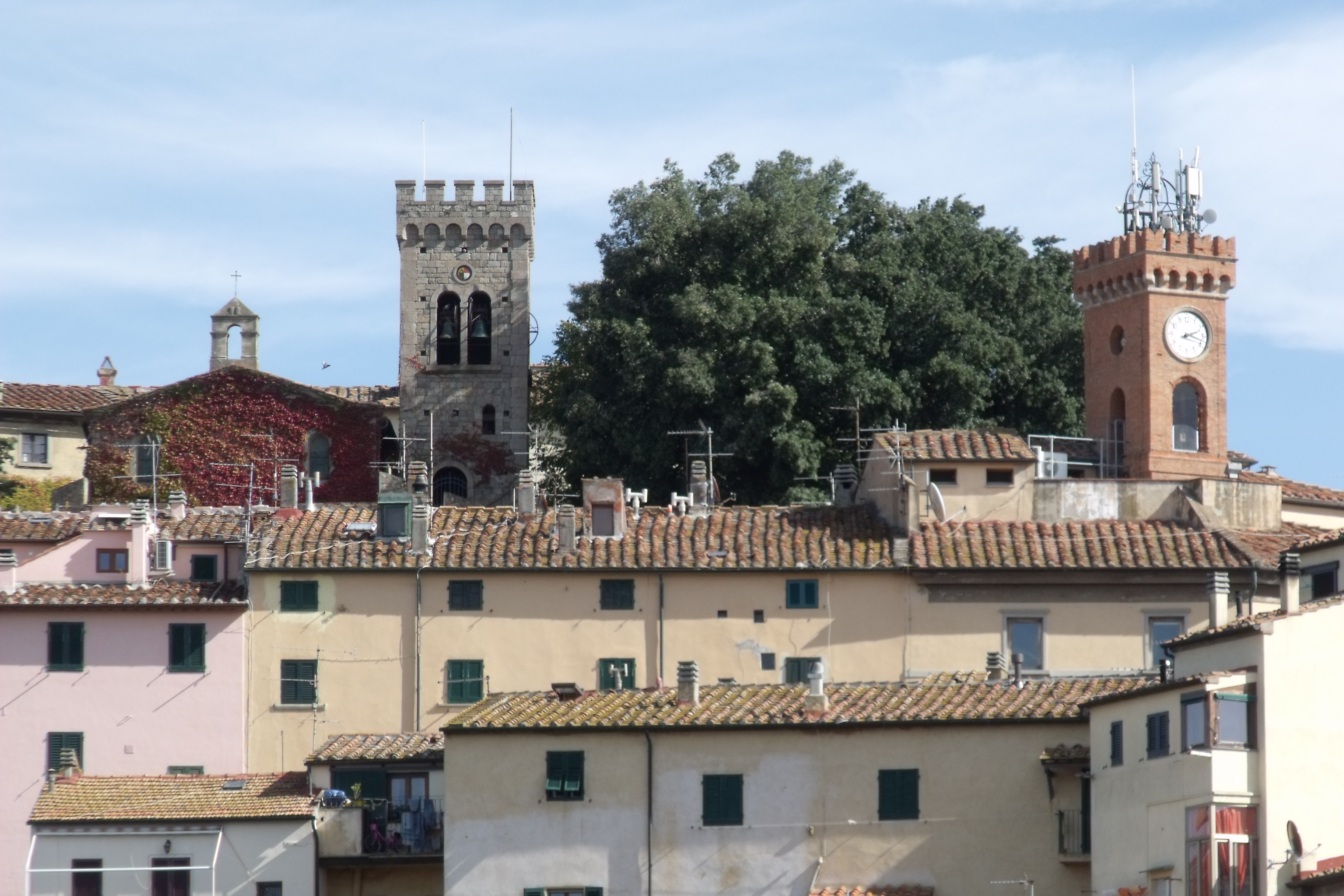
Campanili di Castagneto Carducci

Il castello medievale, assieme alla chiesa di San Lorenzo, costituiscono il nucleo originario dell'abitato.
La storia del borgo, al pari di quella di altri centri dell'antica Maremma pisana, è legata alle vicende della famiglia Della Gherardesca, un legame non sempre pacifico tra questo territorio e la nobile prosapia, difficili rapporti che nel corso dei secoli hanno visto la popolazione castagnetana lottare per i propri diritti di comunità indipendente e per la conquista degli usi civici.
Nel 754, il nobile longobardo Wilfrid, poi divenuto santo San Walfredo, capostipite della famiglia Della Gherardesca, aveva moltissimi possedimenti in Maremma e quando decise di farsi monaco benedettino e fondare il Monastero di San Pietro in Palazzuolo, a Monteverdi Marittimo, donò quelle sue proprietà al monastero medesimo; tra queste erano compresi Castagneto e altri territori limitrofi.
Le donazioni come questa e consimili, secondo lo storico Lopes-Pegna, servivano alla nobiltà longobarda al fine di tutelarsi dalle pretese patrimoniali dei Franchi, nuovi sopraggiunti signori d'Italia, mettendo così al riparo i loro possedimenti e legando i loro interessi a quelli della Chiesa.
Il cognome della famiglia Della Gherardesca ha per patronimico un Gherardo, Signore di Pisa e Volterra, vivente nel X secolo che si impossessò di varie terre nella Maremma, dove esercitava il ruolo di vicario della Repubblica marinara di Pisa, divenendo signore del castello di Donoratico e dei suoi possedimenti tra i quali Castagneto, Bolgheri, Bibbona, Casale, Montescudaio.
I legami tra la famiglia Della Gherardesca e Castagneto proseguirono per tutta l'epoca medioevale; nel 1161, Federico il Barbarossa ufficializzò la proprietà di Castagnetum ai Gherardesca.
Nel 1161, il più antico conte di Castagneto Tedice viene ricordato in una lite con l'abate del monastero di San Pietro al Palazzuolo di Monteverdi.
Emanuele Repetti ricorda nel suo Dizionario Geografico Fisico Storico della Toscana:
"Fra i nomi dei conti ivi rammentati trovasi quel Tedice di Ugo che fu Potestà di Pisa nel 1186 e 1192, inviato nel 1198 a Costantinopoli ambasciatore all'imperatore Alessio Alessio III Angelo. (ARCH. dei CC. della GHERARDESCA)".
Sulla fine del XII secolo, Enrico VI di Svevia donò i castelli intorno a Castagneto, oltre a quelli Bibbona, Biserno, Campiglia e Vignale, alla città di Pisa come riconoscimento per l'aiuto dato all'imperatore nel conquistare territori dell'Italia meridionale; pertanto, i signori Della Gherardesca poterono godere dello status di capitano di giustizia ovvero un potere assoluto su questi territori.
Il castello di Castagneto venne più volte attaccato tra il 1300 e il 1334 dai Gherardesca di Biserno, come conseguenza di lotte intestine tra i vari rami della famiglia; durante le guerre tra Pisani e Fiorentini i castelli di Castagneto e Bolgheri subirono danneggiamenti.

### Dal XV secolo ai giorni nostri

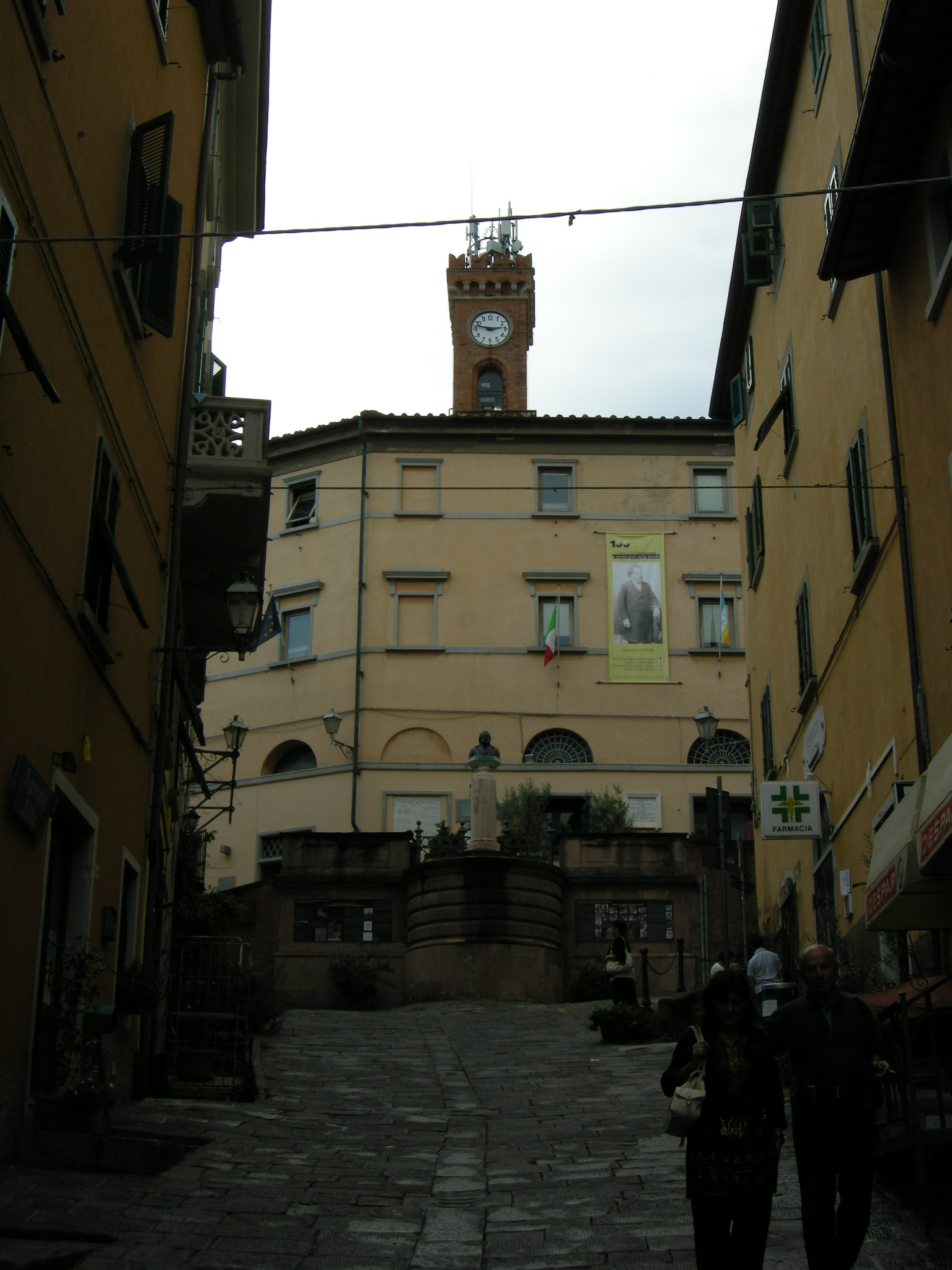
Palazzo Comunale

Castagneto subì nuove devastazioni a causa dei saccheggi ad opera dell'esercito di Alfonso di Aragona re di Napoli, in marcia verso Milano e in lotta contro Firenze, durante questi scontri venne distrutto il castello di Donoratico; inoltre Castagneto subì incursioni da parte di Carlo VIII di Francia che per di impossessarsi del trono di Napoli saccheggiava tutte le terre che trovava durante il suo percorso, ma subì saccheggi e attacchi anche da truppe al soldo di Massimiliano I.
Con l'annessione di Pisa da parte dei Fiorentini, nel XV secolo, la comunità di Castagneto poté usufruire di una maggiore autonomia; fu autorizzata a darsi statuti autonomi e la giustizia venne amministrata da un ufficiale dipendente direttamente dalla stessa Firenze; tuttavia i conti Della Gherardesca mantennero parte degli antichi privilegi e furono di fatto confermati signori di Castagneto, pretendendo benefici feudali come il diritto alla caccia, alla pesca e alla raccolta di legna da catasta.
I Della Gherardesca erano all'epoca sotto la protezione (accomandigia) della Repubblica Fiorentina, che li costituì suoi vicari nei castelli di Casale, Bibbona, Bolgheri, Donoratico, Castagneto e zone circostanti, con l'ornere di inviare un contingente di soldati nei casi di guerre.
Dopo i Medici, con l'avvento dei Lorena i rapporti tra il governo granducale ed i conti si fecero più duri, soprattutto quando Castagneto e altre località limitrofe furono inglobate nella comunità dei Gherardesca, perdendo ogni autonomia.
Ma tra la popolazione di Castagneto, che nutriva un forte senso di indipendenza, e il casato Della Gherardesca, già a partire dal XVI secolo si erano accese nette ostilità di cui sono testimoni diverse vicende storiche.
Ad esempio, tra il 1566 ed 1567, il conte Francesco della Gherardesca rivendicò i diritti diritti feudali di caccia, pesca, erbatico, legnatico. Il tribunale fiorentino giudicante riconobbe ai signori il diritto di caccia e di pesca, mentre l'erbatico e il legnatico che i conti avevano "privatizzato" furono riconosciuti alla popolazione locale; solo dopo molti anni, i Della Gherardesca furono costretti a cedere lo jus pascendi ed il legnatico (1600–1610).
L'influenza della famiglia era fortissima, tanto che riuscì addirittura a far sparire il toponimo di Castagneto che venne inglobato, insieme ai castelli di Bolgheri e Donoratico, nella comunità di Gherardesca.
Con l'abolizione dei feudi del Granducato di Toscana alcuni privilegi sembrarono finire, ma non fu così. Infatti Emanuele Repetti ricorda nel suo Dizionario Geografico Fisico Storico della Toscana che: "I privilegi baronali si conservarono nella famiglia Gherardesca sino all'anno 1749, epoca dell'abolizione dei feudi granducali. Successivamente con motu proprio del 17 aprile 1776 fu investito del feudo di Castagneto il conte Cammillo della Gherardesca, con le riserve di alto dominio e di altre giurisdizioni politiche prescritte dalla legge del 1749. Fra i privilegi del feudatario furono conservati quelli della rendita e locazione dei mulini, e delle osterie possedute allora a metà con la Comunità di Castagneto; le fide dei bestiami e dei pascoli sopra i propri beni o sopra quelli presi a fitto dalla stessa Comunità; il diritto di poter tagliare i boschi allodiali; l'escavazione dei marmi e di altri minerali nei fondi propri, e l'esenzione dalla gabella dei contratti".

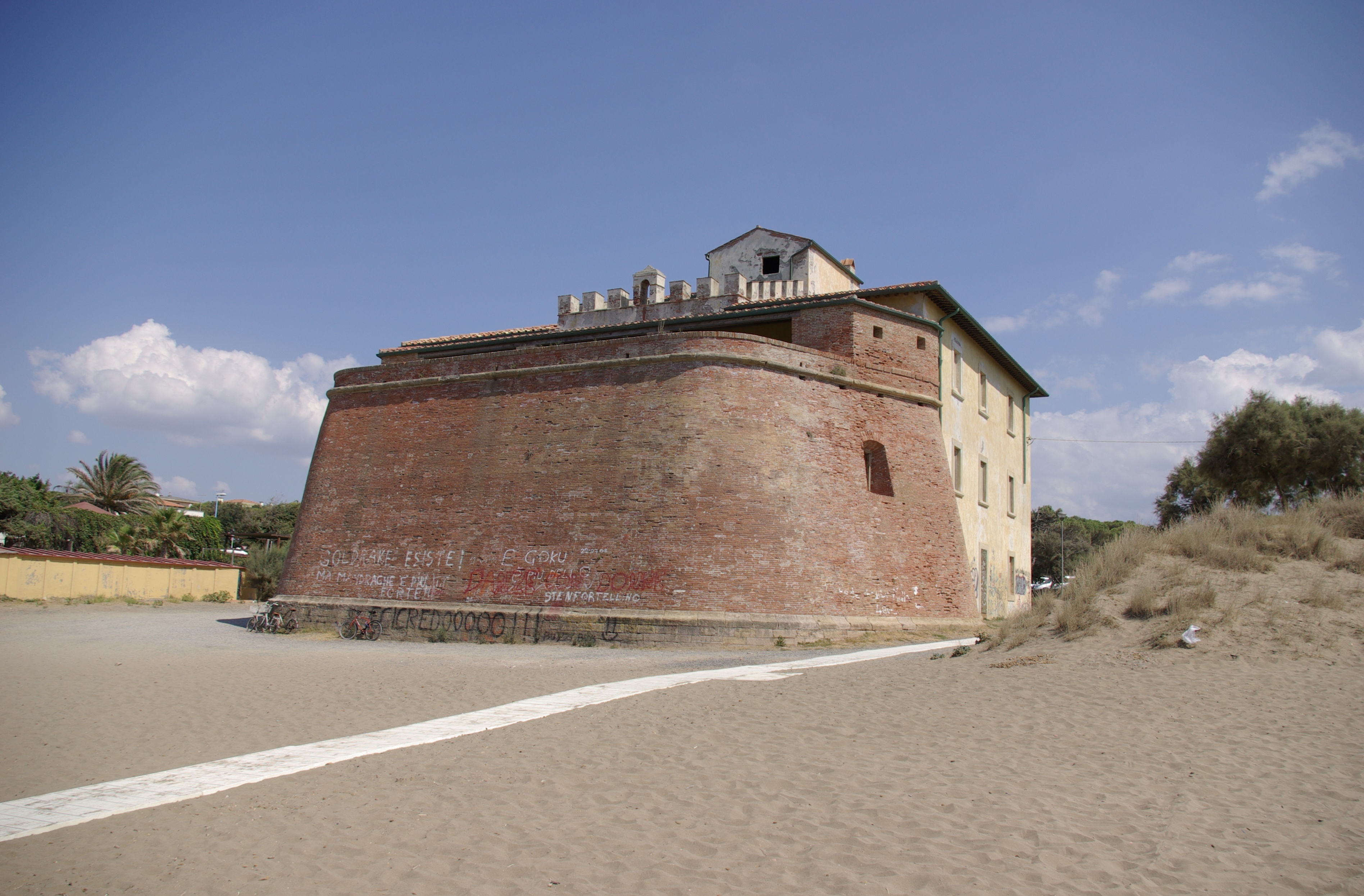
Forte di Marina di Castagneto Carducci

Successivamente, nel 1778 il tribunale fu chiamato di nuovo a pronunciarsi e stabilì che la proprietà dei territori spettava ai conti Della Gherardesca, mentre il godimento di tutti gli usi civici ai castagnetani, compreso il diritto di caccia e pesca.
La situazione fu ribaltata alcuni anni dopo, quando a seguito dell'ennesimo scontro giudiziario ai Della Gherardesca furono attribuiti gli usi civici di pascolo e legnatico, mentre ai castagnetani la proprietà della terra.
Nell'Ottocento, il conte Guido Alberto della Gherardesca attizzò nuovamente gli animi, avendo tentato di rientrare in possesso degli altri due usi civici, la caccia e la pesca, nelle tenute della famiglia Della Gherardesca; la reazione che ne seguì fu accompagnata da attentati e incendi dolosi alle proprietà del conte.
Si accentuò così lo scontro tra la casata e gli abitanti dei borghi; protagonista degli scontri e sommosse fu Michele Carducci, padre del poeta Giosuè, che svolse la professione di medico condotto a Bolgheri dal 1838 al 1848; Giosuè nacque a Valdicastello in Versilia, ma al seguito del padre si trasferì prima a Bolgheri e poi a Castagneto, dove visse gli anni della sua giovinezza ricordati in molte sue opere.
Il dottor Carducci, di idee liberali, fu alla testa di un manipolo di contadini che si avvicinarono al castello nel quale vivevano i Della Gherardesca minacciandoli con colpi di fucile e sassaiole, costringendoli pertanto a ritirarsi a Castagneto.
Il 6 gennaio 1849, con l'intervento del granduca Leopoldo II, il conte Guido Alberto fu costretto a distribuire le "preselle" (piccoli lotti di terreno boschivo e seminativo) agli abitanti di Castagneto.
A seguito degli scontri la comunità cittadina chiese ed ottenne dal granduca di Toscana il cambio del nome di matrice fortemente feudale comunità di Gherardesca e Bolgheri venne così ripristinata la precedente denominazione dell'abitato, ovvero Castagneto della Gherardesca, successivamente venne aggiunto l'aggettivo marittimo e tolto il nome della famiglia.
Sul finire del secolo, si svilupparono nuove tensioni e nel 1907 si decise che il nome del comune perdesse l'aggettivo "marittimo", ribattezzando il paese come Castagneto Carducci, in onore del celebre poeta che qui visse gli anni della sua fanciullezza ed il cui padre fu uno dei più importanti oppositori ai diritti feudali imposti dai conti Della Gherardesca.

### Simboli
Lo stemma di Castagneto Carducci si blasona:

## Monumenti e luoghi d'interesse

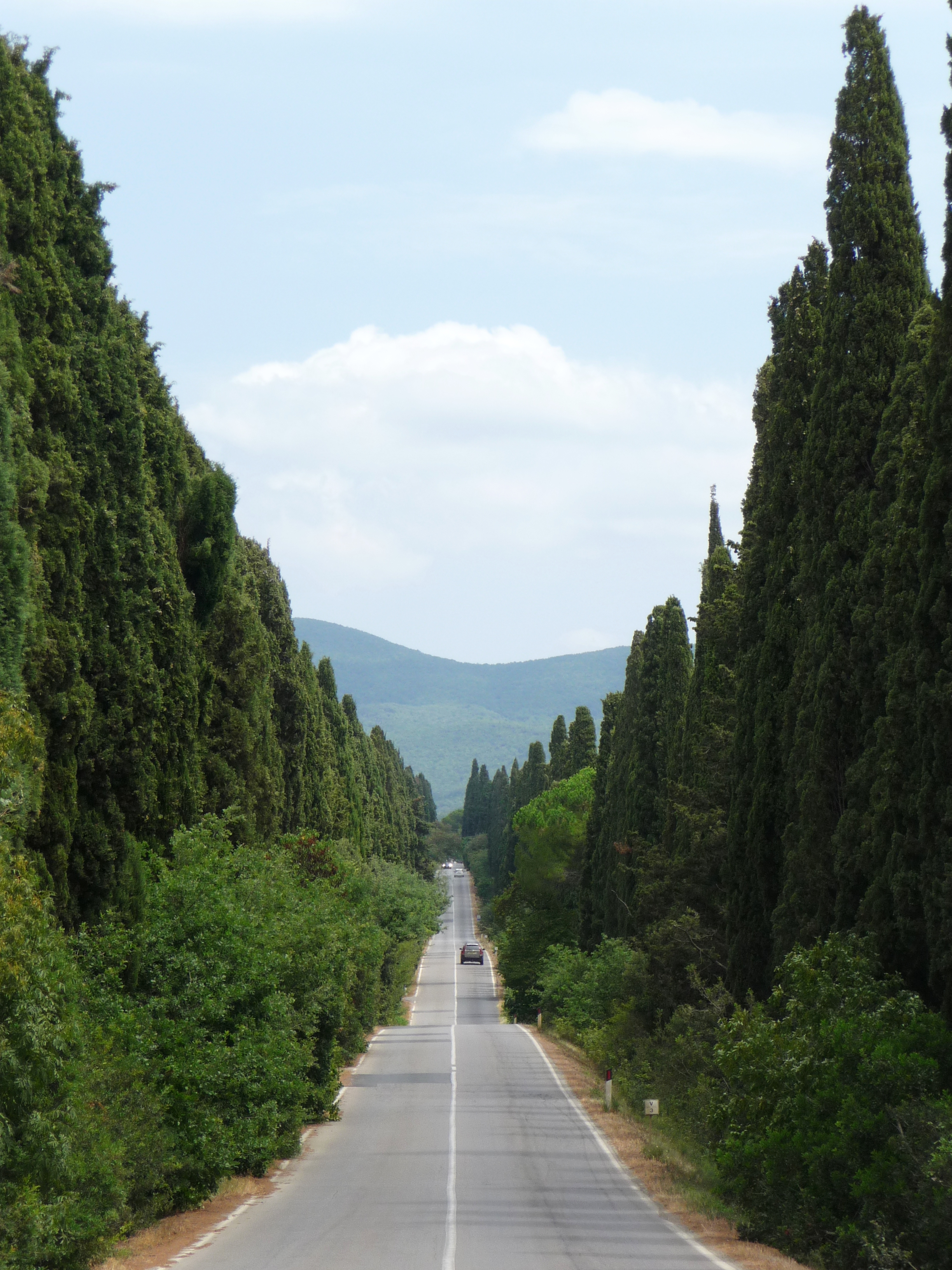
Viale dei Cipressi

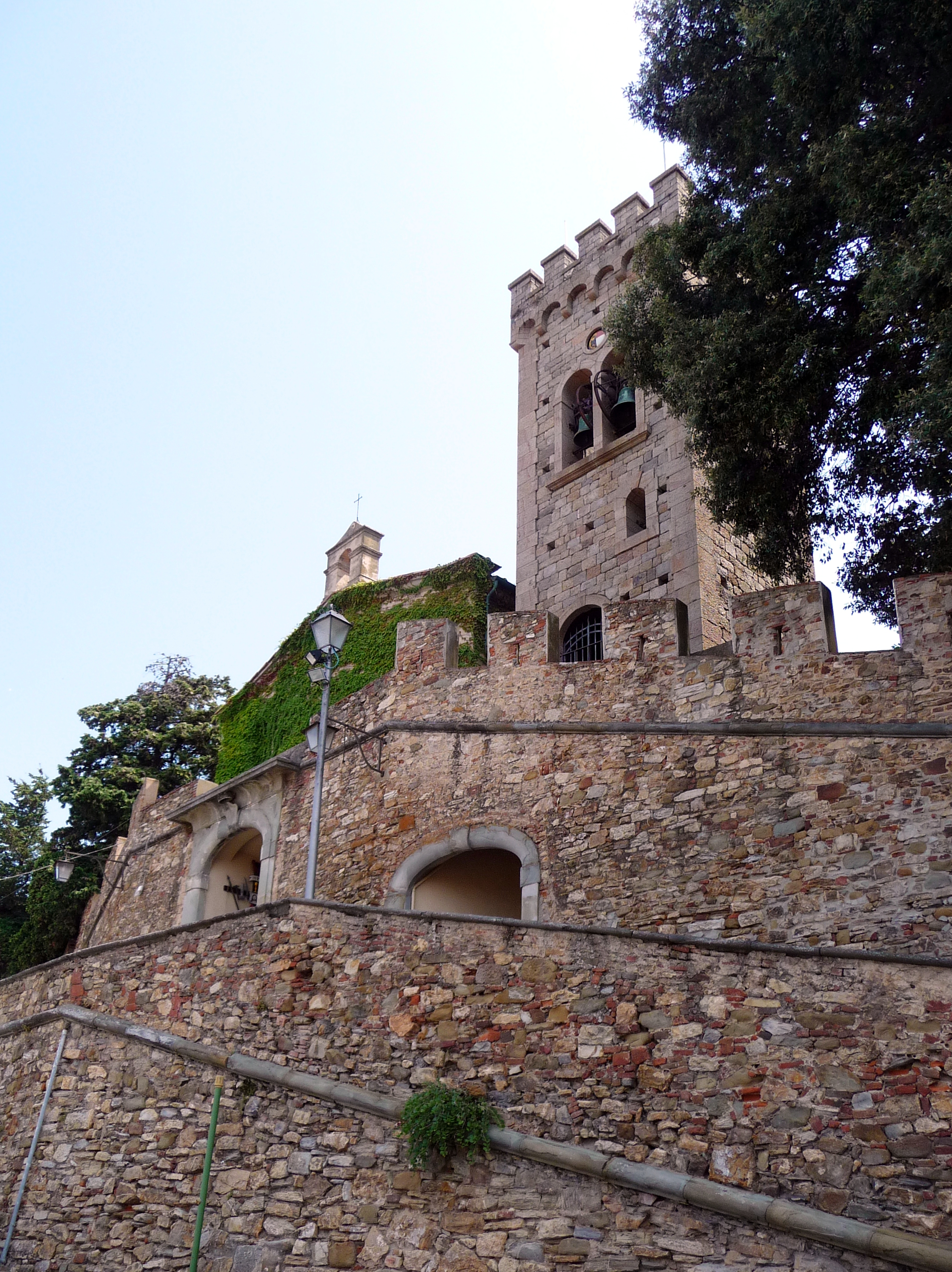
La chiesa di San Lorenzo

### Architetture religiose

#### Chiese parrocchiali
- Propositura di San Lorenzo: risale all'epoca medioevale, ma l'aspetto attuale deriva dai restauri promossi nei primi anni del Novecento, quando la chiesa fu dotata anche di un campanile in stile neomedioevale.
- Chiesa dei Santi Giacomo e Cristoforo a Bolgheri: posta all'ingresso della frazione, è una delle più antiche testimonianze architettoniche della zona, ma fu restaurata nel 1902.
- Chiesa di San Bernardo abate a Donoratico: moderno edificio di culto, costruito nel 1954.
- Chiesa di Santa Maria Assunta a Marina di Castagneto Carducci: moderno edificio di culto, è stato consacrato il 15 agosto 1989.

#### Chiese minori
- Chiesa del Santissimo Crocifisso: fondata nel XVI secolo, fu rifatta nel 1912 in stile neogotico.
- Chiesa della Madonna del Carmine: sorge sulla via Bolgherese ed è impreziosita da un portico in facciata e da un campanile a vela di gusto neogotico; ospita un piccolo museo d'arte sacra.
- Chiesa di San Sebastiano a Bolgheri: fu costruita all'inizio del XX secolo dai conti Della Gherardesca per le sepolture.
- Chiesa di Sant'Antonio a Bolgheri: posta nei pressi del celebre Viale dei Cipressi, risale al XVII secolo.
- Chiesa di San Bernardo a Castiglioncello di Bolgheri: fu costruita nel 1805 e rimaneggiata tra il 1914 ed il 1915.
- Chiesa di San Giuseppe operaio, in località Preselle, presso Bolgheri.

#### Cappelle e oratori
- Oratorio di San Guido: di origine settecentesca, si innalza all'inizio del Viale dei Cipressi, dove è collocato anche un obelisco in memoria di Giosuè Carducci.
- Cappella di Santa Chiara e San Francesco a Bolgheri.
- Cappella della Villa Serristori a Donoratico: fu costruita nel 1830 in adiacenza ad una villa del XVII secolo.
- Cappella della Villa Margherita a Marina di Castagneto Carducci

#### Cimiteri
- Cimitero monumentale di Bolgheri: cimitero subito fuori del paese, dove riposano le spoglie della "signora Lucia" o "Nonna Lucia", la nonna paterna del Carducci, che morì a Bolgheri nel 1842, menzionata in Davanti San Guido e che è ricordata con una pietra murata sull'obitorio con la scritta ricavata dalla poesia: «Di cima al poggio, allor dal cimitero, giù de cipressi per la verde via, alta, solenne, vestita di nero parvemi riveder nonna Lucia»[10][11][12][13]
- Cimitero di Castagneto Carducci: costruito a ridosso della strada provinciale Passo di Bocca di Valle.

### Architetture civili
- Villa Emilia a Marina di Castagneto Carducci
- Villa Margherita, con l'annessa cappella: situata nella frazione di Marina di Castagneto, venne costruita dai conti Della Gherardesca all'inizio del Novecento.

### Architetture militari
- Castello di Bolgheri: d'origine medioevale, ma rimaneggiato più volte nel corso dei secoli, si erge imponente al termine del Viale dei Cipressi, segnando l'ingresso alla frazione di Bolgheri.
- Castello di Castiglioncello di Bolgheri: risale all'VIII secolo e nelle sue cantine fu prodotto per la prima volta il vino Sassicaia.
- Castello di Donoratico: si erge, isolato e suggestivo, su un'altura dalla quale emerge ancora la struttura della torre.
- Forte di Marina di Castagneto Carducci: di origine settecentesca, fu costruito sotto il granducato lorenese.

### Altro
- Cavallino Matto: è il grande parco divertimenti tematico per ragazzi e famiglie in fase di espansione.
- Viale dei Cipressi: immortalato da Giosuè Carducci nella celebre ode Davanti San Guido, è costituito da un lungo rettilineo circondato da un duplice filare di cipressi secolari.

## Società

### Evoluzione demografica
Abitanti censiti

### Etnie e minoranze straniere
Secondo i dati ISTAT al 31 dicembre 2020 la popolazione di Castagneto Carducci è per circa l'85,42% di cittadinanza italiana. La popolazione straniera residente ammontava a 1 287 persone, circa il 14% della popolazione. Le nazionalità maggiormente rappresentate in base alla loro percentuale sul totale della popolazione residente erano:
1. Senegal, 256 – 2,54%
2. Marocco, 174 – 1,89%
3. Albania, 168 – 1,59%
4. Ucraina, 124 – 1,41%
5. Romania, 114 – 1,31%

### Religione
La maggioranza della popolazione è di religione cristiana di rito cattolico romano. Il comune è inserito nella diocesi di Massa Marittima-Piombino.

## Cultura

### Cucina
Una tipica ricetta di Castagneto Carducci è la testa di cinghiale.

### Museo-Archivio Giosuè Carducci e Museo Casa Carducci
Il Museo Archivio Carducci conserva materiale sulla vita e le opere del poeta Giosuè Carducci acquisito in occasione delle celebrazioni carducciane del 1982 e del 1985.
Il Museo Casa Carducci è ospitato nei locali appartenuti alla famiglia Espinassi-Moratti, che ospitò la famiglia Carducci in seguito ai disordini del 1848 che coinvolsero Michele Carducci, e di nuovo ospitò Giosuè nei suoi soggiorni maremmani.

## Economia
L'economia di Castagneto Carducci è legata all'agricoltura e al turismo balneare ed enogastronomico, che, soprattutto d'estate, usufruisce delle numerose strutture ricettive del territorio, premiato peraltro col prestigioso riconoscimento della Bandiera Blu.
Altra risorsa importante è rappresentata dalla produzione di vini pregiati, che hanno reso celebri nel mondo le cantine di Bolgheri e dintorni. Non da meno la produzione di olio extra vergine di oliva.

## Infrastrutture e trasporti

### Strade
Il comune di Castagneto Carducci è percorso, da nord a sud, dalla via Aurelia, alla quale si affianca la Variante Aurelia, una superstrada a due corsie per senso di marcia completata negli anni ottanta del XX secolo, che si raccorda alla Autostrada A12 all'altezza di Rosignano Marittimo.
Da Castagneto Carducci è possibile fare un percorso di 12,8 km di trekking: una passeggiata tra spettacolari panorami, circondati da varie sorgenti, passando anche per la storica Antica Via Campigliese; parte essenziale del percorso a piedi.

### Ferrovie
Presso la frazione di Donoratico, il territorio è servito dalla stazione di Castagneto Carducci-Donoratico sulla direttrice linea Livorno-Grosseto-Roma. Da questa stazione si può facilmente raggiungere la località balneare di Marina di Castagneto tramite una pista ciclopedonale.
Più a nord, sempre lungo la medesima linea, si trova la stazione di Bolgheri, posta tuttavia nel comune di Bibbona.

## Amministrazione
| Periodo | Periodo   | Primo cittadino    | Partito                                      | Carica  | Note |
| ------- | --------- | ------------------ | -------------------------------------------- | ------- | ---- |
| 1995    | 1999      | Monica Giuntini    | lista civica                                 | Sindaco |      |
| 1999    | 2004      | Monica Giuntini    | centrosinistra                               | Sindaco |      |
| 2004    | 2009      | Fabio Tinti        | lista civica                                 | Sindaco |      |
| 2009    | 2014      | Fabio Tinti        | lista civica Castagneto Carducci democratica | Sindaco |      |
| 2014    | 2019      | Sandra Scarpellini | lista civica Democratici per Castagneto      | Sindaco |      |
| 2019    | 2024      | Sandra Scarpellini | lista civica Democratici per Castagneto      | Sindaco |      |
| 2024    | In carica | Sandra Scarpellini | lista civica Democratici per Castagneto      | Sindaco |      |

### Gemellaggi
- Stari Grad, dal 1997
- Léognan, dal 2001
- Thiaroye-sur-Mer, dal 2004

## Galleria d'immagini

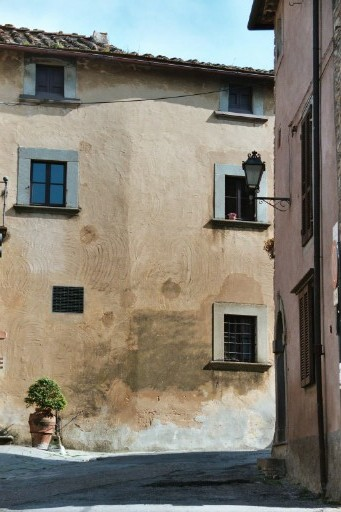
Case a Castagneto
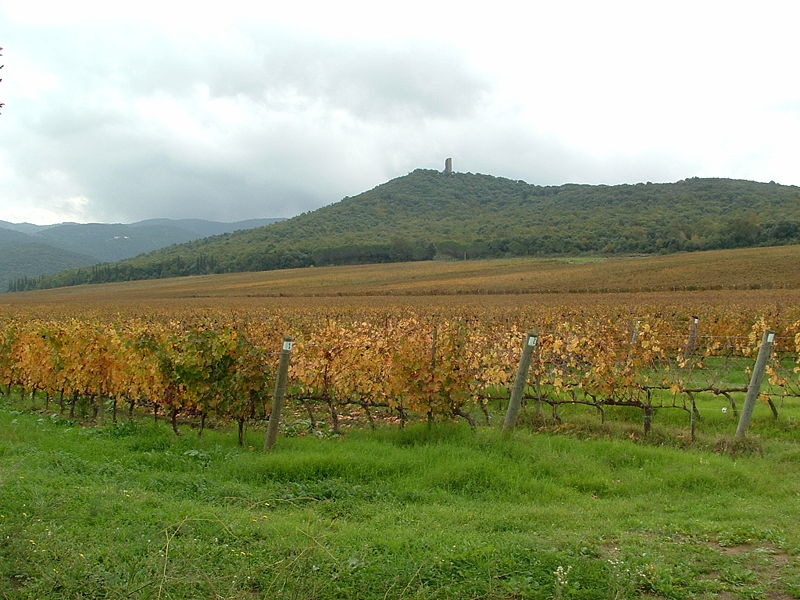
La Torre di Donoratico
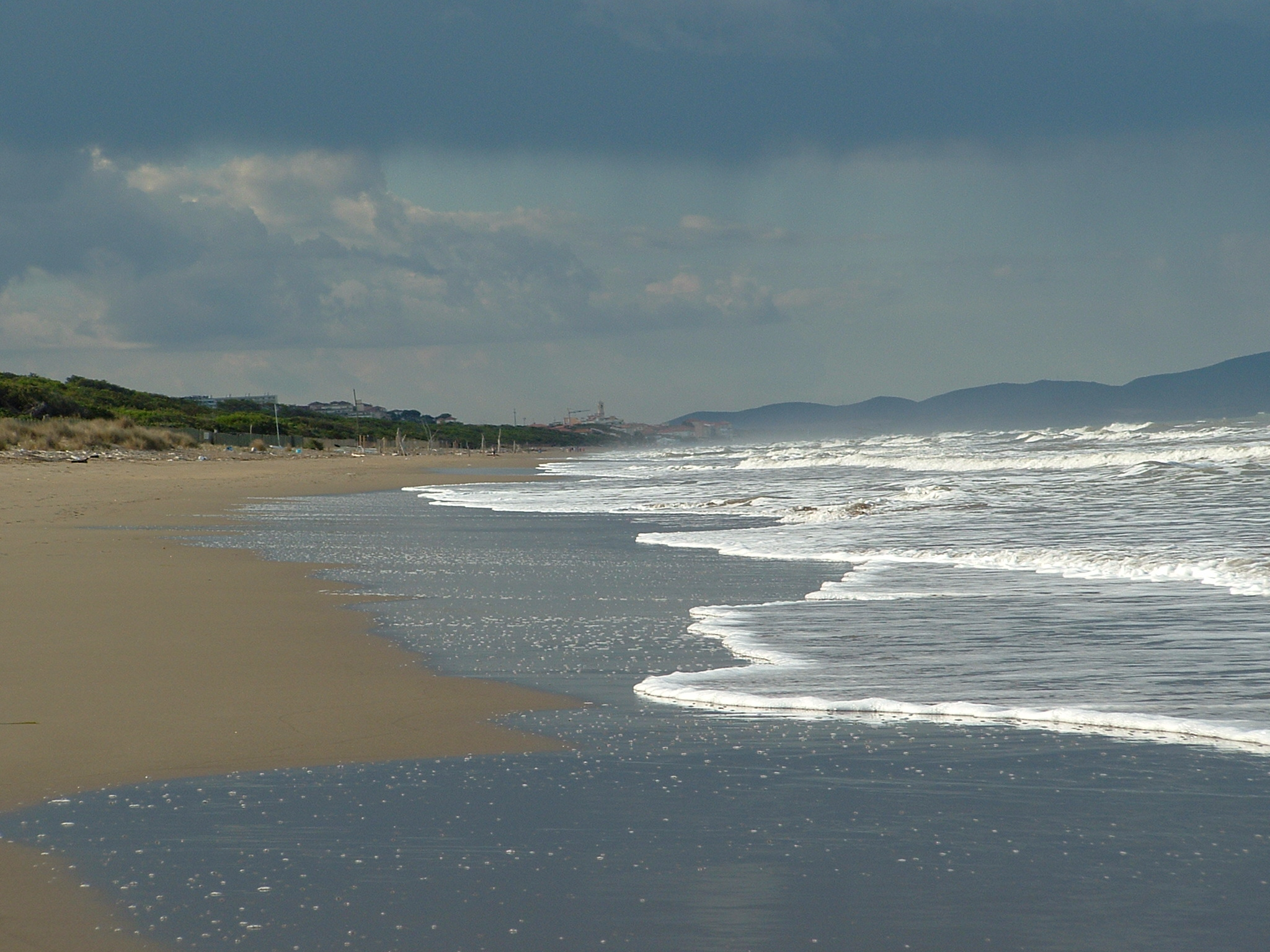
Marina di Castagneto Carducci